# Diego Balut
Diego Balut (29 de octubre de 1979 en La Plata, provincia de Buenos Aires) es un cantante y modelo argentino.

## Carrera
Hijo de la ex-Modelo argentina, Teresa Calandra. Debutó como modelo de la mano de Pancho Dotto a la edad de 19 años. Después de casi diez años arriba de la pasarela decidió abandonar ese mundo para dedicarse de lleno a la música.
En el año 2008 se hace su debut como cantante y al poco tiempo lanza su primer disco, titulado simpremente Balut. El disco fue producido por Marcelo Polaco Wengrovski y se grabó y mezcló en los estudios de El Pie. Actualmente Balut se encuentra trabajando como cantante y modelo.

## Discografía
| Álbumes de estudio - Balut (2008) Otros álbumes - Singles (2011) | Sencillos - «Lógico» - «Serias Especial» - «Lobo» - «No me ves» - «Un ángel te aplasta» - «Juntos ahí» - «Balut y Abru - Way back» |